# Spoorlijn Pont-de-Braye - Blois
De spoorlijn Pont-de-Braye - Blois is een deels opgebroken Franse spoorlijn van Lavenay naar Blois. De volledige lijn was 65,9 km lang en heeft als lijnnummer 559 000.

## Geschiedenis
De lijn werd geopend door de Administration des chemins de fer de l'État op 20 november 1881. Personenvervoer werd opgeheven op 2 oktober 1938. Goederenvervoer werd gefaseerd opgeheven, tussen Selommes en Villefrancoeur op 10 februari 1950, tussen Pont-de-Braye en Troo op 18 mei 1952, tussen Troo en Montoire-sur-le-Loir in 1993 en tussen Vendôme en Selommes in 2018.
Tussen Pont-de-Braye en Montoire-sur-le-Loir en tussen Selommes en Villefrancoeur is de lijn opgebroken, tussen Vendôme en Selommes buiten gebruik en tussen Villefrancoeur en Blois in gebruik.

## Aansluitingen
In de volgende plaatsen is of was er een aansluiting op de volgende spoorlijnen:
Pont-de-Braye
RFN 500 000, spoorlijn tussen Chartres en Bordeaux-Saint-Jean
Montoire-sur-le-Loir
RFN 560 000, spoorlijn tussen Sargé-sur-Braye en Vouvray
Vendôme
RFN 550 000, spoorlijn tussen Brétigny en La Membrolle-sur-Choisille
Blois
RFN 570 000, spoorlijn tussen Paris-Austerlitz en Bordeaux-Saint-Jean
RFN 591 000, spoorlijn tussen Villefranche-sur-Cher en Blois

## Elektrische tractie
Tussen de ZI Villejoint en Blois werd de lijn in 1995 geëlektrificeerd met een spanning van 1500 volt. 

## Galerij

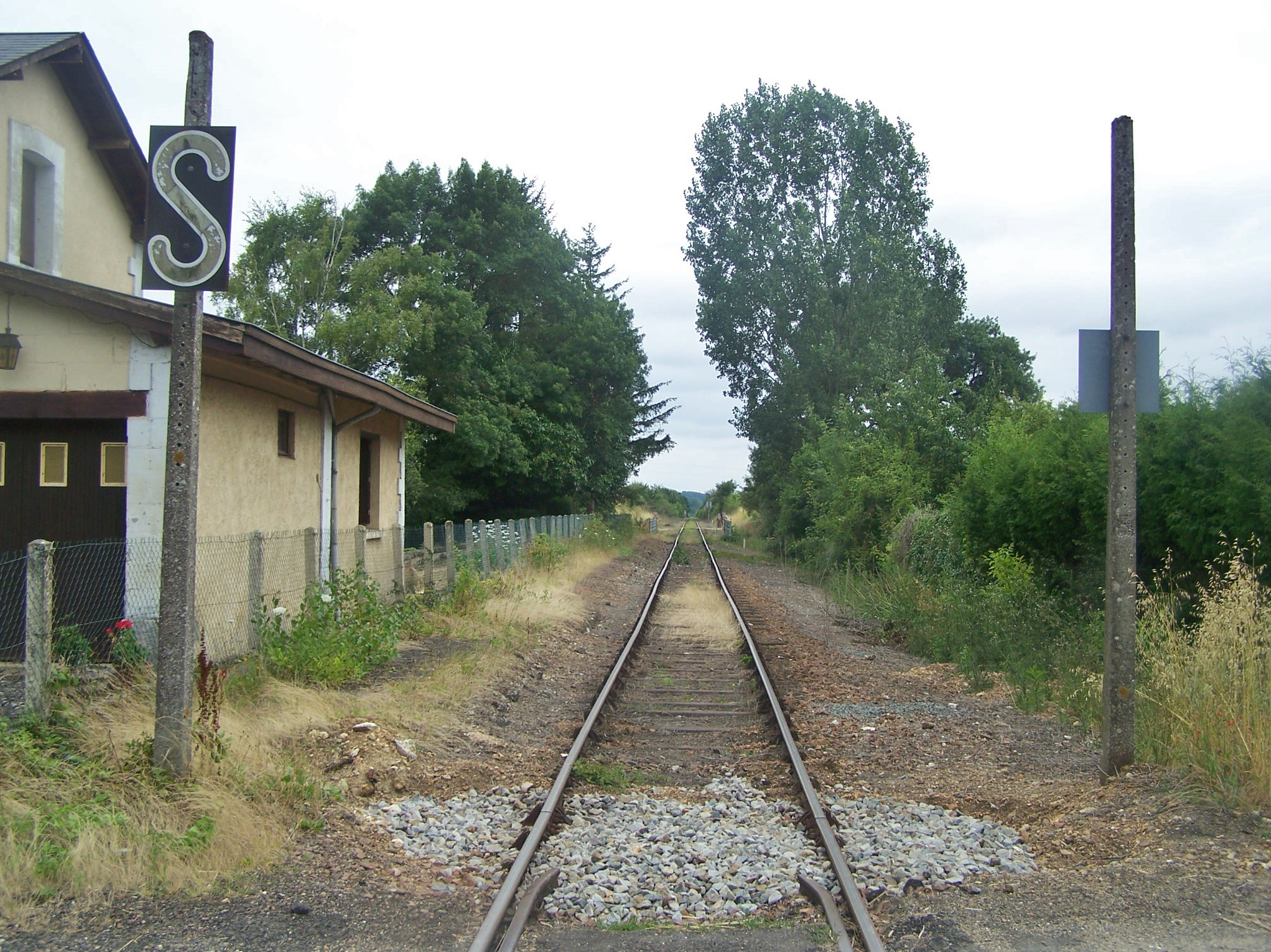
De lijn bij Saint-Rimay
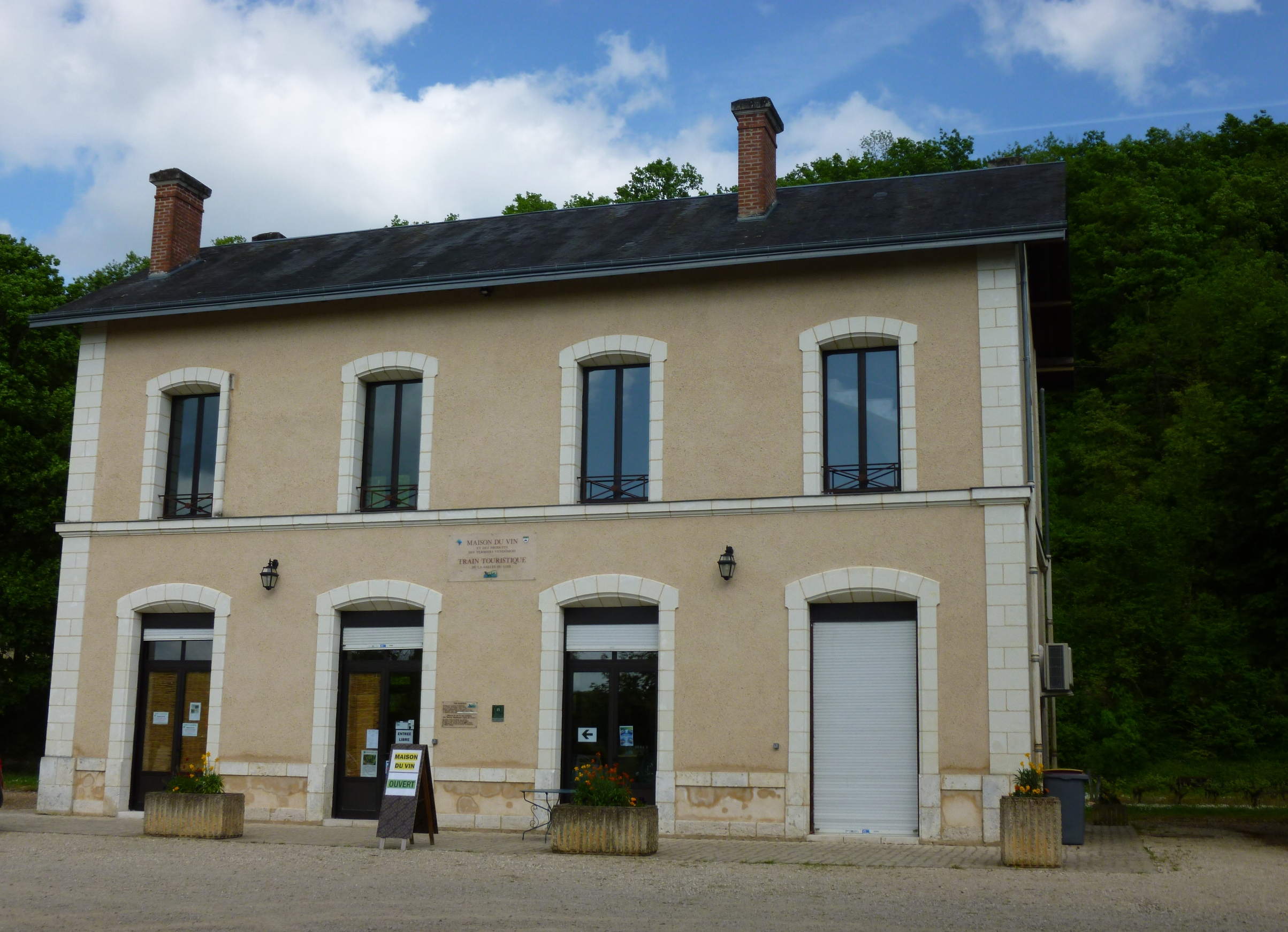
Station Thoré
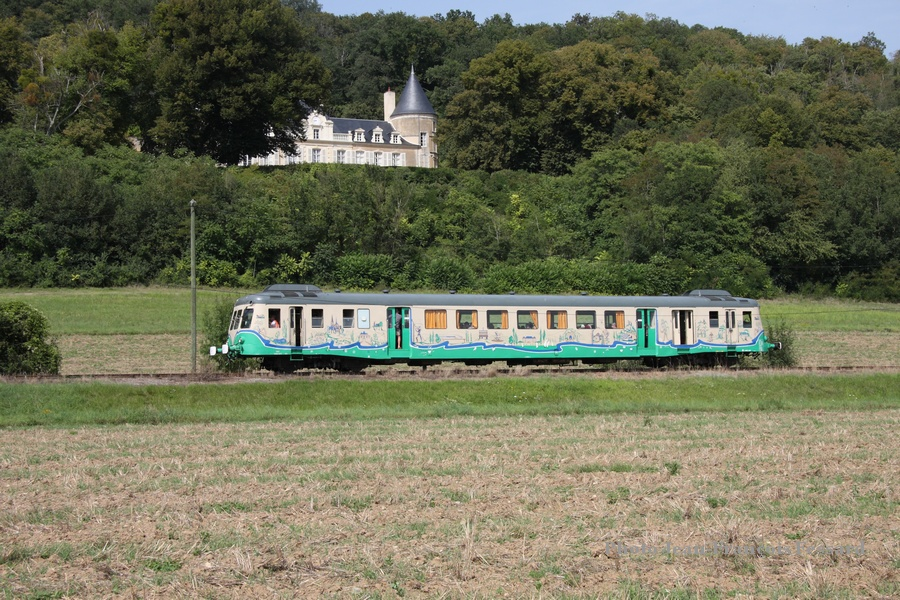
Museumtrein bij Troo